# Giovanni Battista Boiardo
Giovanni Battista Boiardo (1503 – 15 febbraio 1528) fu conte di Scandiano dal 1523 al 1528.

## Biografia

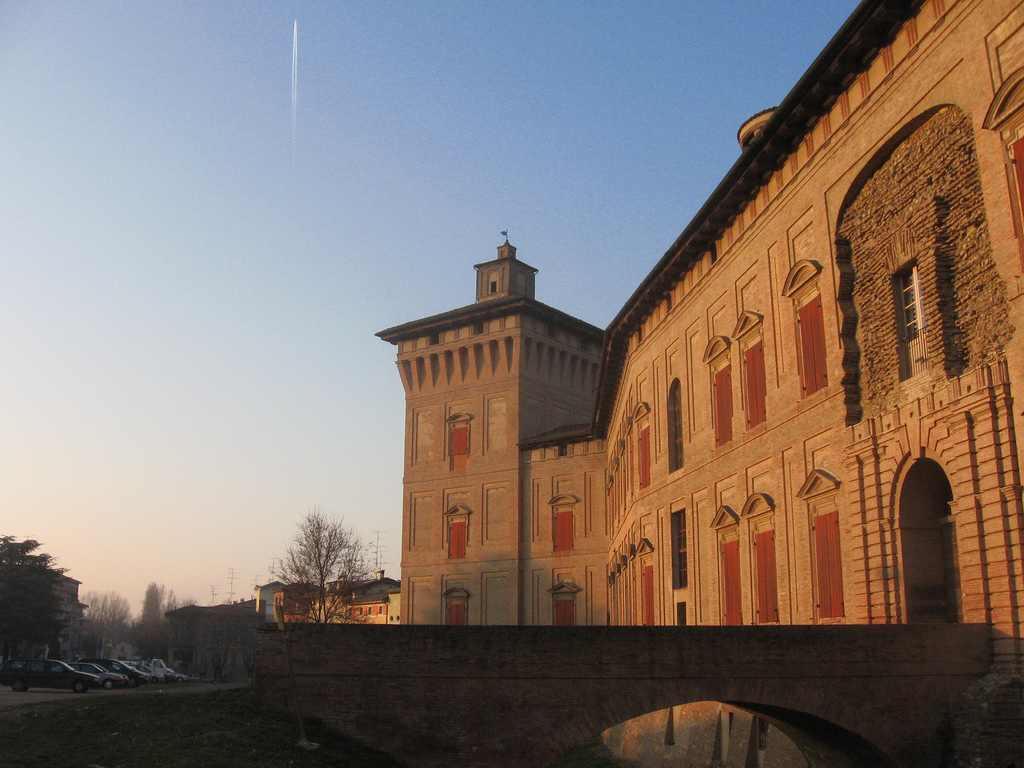
Scandiano, Rocca dei Boiardo.

Giovanni Battista era figlio di Giovanni Boiardo e di Giulia Gambara; in quanto primogenito, alla morte del padre nel 1523, divenne conte di Scandiano.
Il Duca di Ferrara Alfonso I rinnovò pertanto l’investitura alla famiglia Boiardo in virtù dei meriti e della fedeltà che questa aveva per Casa d’Este.
Giovanni Battista subentrando al padre nel governo dei feudi confermò ai sudditi i doni e i privilegi concessi dai suoi antenati.
Il 21 giugno 1524 sposò Taddea Malaspina, figlia di Antonio Alberico II Malaspina e di Lucrezia d’Este; il padre di Taddea era Marchese di Massa e Signore di Carrara, Moneta ed Avenza, mentre la madre era la figlia di Sigismondo I d'Este, capostipite del ramo cadetto degli Este di San Martino. La moglie Taddea era pertanto prima cugina di Sigismondo II d'Este, Signore di San Martino in Rio e giurisdizioni annesse.
Il matrimonio non fu privo di difficoltà ed incompatibilità; Taddea fuggita da Scandiano e rifugiata una prima volta a Ferrara, dopo essere stata ricondotta dal marito, fuggì una seconda volta a Parma ed infine le fu permesso per un certo periodo di restare sola a Reggio. Il Duca stesso dovette intervenire per risolvere la questione, affinché Taddea ritornasse dal marito.
Giovanni Battista morì il 15 febbraio del 1528; nel governo del feudo gli succedette il fratello Giulio Boiardo.

## Discendenza
Dal matrimonio con Taddea Malaspina nacque una figlia:
- Giulia, che sposò Ercole Turchi, patrizio di Ferrara, Cavaliere dell'Ordine di Santiago.